# Протовестиарий
Протовестиарий е висша държавна длъжност в централното управление на средновековна Византия и България. В България се появява през епохата на Втората българска държава. Тази дворцова служба е близка по значение до днешния министър на финансите. Протовестиарият управлявал и надзиравал царското и държавното съкровище.
От историята на византийския историк Йоан Кантакузин е известен българският протовестиарий Раксин, който, заедно с логотет Филип, бил организатор на преврата, чрез който е свален от престола българският цар Иван Стефан.